# Runji Gautampura
Runji Gautampura là một thị xã và là một nagar panchayat của quận Indore thuộc bang Madhya Pradesh, Ấn Độ.

## Nhân khẩu
Theo điều tra dân số năm 2001 của Ấn Độ, Runji Gautampura có dân số 13.221 người. Phái nam chiếm 51% tổng số dân và phái nữ chiếm 49%. Runji Gautampura có tỷ lệ 58% biết đọc biết viết, thấp hơn tỷ lệ trung bình toàn quốc là 59,5%: tỷ lệ cho phái nam là 69%, và tỷ lệ cho phái nữ là 46%. Tại Runji Gautampura, 16% dân số nhỏ hơn 6 tuổi.